# حركة مناهضة الأسلحة النووية في فرنسا

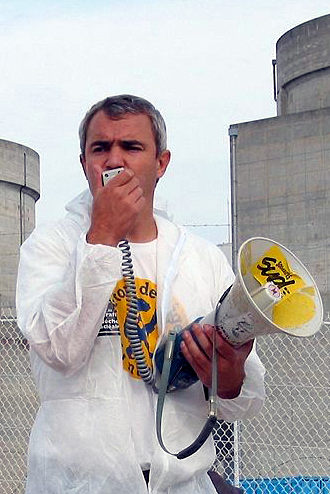

حركة مناهضة الأسلحة النووية في فرنسا هي حركة ظهرت في سبعينيات القرن العشرين، وتتكون من مجموعات من المواطنين ولجان العمل السياسي. بين عامي 1975 و1977، احتج نحو 175 ألف شخص ضد الطاقة النووية في عشر مظاهرات.
في عام 1972، حافظت الحركة المناهضة للأسلحة النووية على وجودها في المحيط الهادئ، وذلك كان ردًا على الاختبارات النووية الفرنسية هناك. تحدى النشطاء، بمن فيهم ديفيد ماك تاغارت من منظمة السلام الأخضر، الحكومة الفرنسية عبر الإبحار بسفن صغيرة إلى منطقة الاختبارات وعرقلة برنامج الاختبارات.. وفي أستراليا، أصدر العلماء بيانات يطالبون فيها بوقف الاختبارات؛ رفضت النقابات تحميل السفن الفرنسية أو خدمة الطائرات الفرنسية أو نقل البريد الفرنسي؛ وقاطع المستهلكون المنتجات الفرنسية. في عام 1985، تعرضت سفينة منظمة السلام الأخضر رينبو وارير للقصف والإغراق من قبل المديرية العامة للأمن الخارجي الفرنسية (دي جي س إي) في أوكلاند، نيوزيلندا، بينما كانت تستعد لاحتجاج آخر ضد الاختبارات النووية في المناطق العسكرية الفرنسية. وقد غرق خلال ذلك المصور البرتغالي فرناندو بيريرا، أحد أفراد طاقم السفينة.
في يناير عام 2004، تظاهر ما يصل إلى 15 ألف متظاهر مناهض للأسلحة النووية في باريس ضد جيل جديد من المفاعلات النووية، المفاعل النووي الأوروبي المضغوط (إي بّي أر). وفي 17 مارس عام 2007، نُظمت احتجاجات متزامنة من قبل اتحاد سورتير دو نكيولير في خمس مدن فرنسية للاحتجاج ضد بناء مصانع المفاعل النووي الأوروبي المضغوط.
بعد كارثة فوكوشيما النووية في اليابان عام 2011، نظم الآلاف احتجاجات مناهضة للأسلحة النووية في جميع أنحاء فرنسا، مطالبين بإغلاق المفاعلات. تركزت مطالب المحتجين على حمل فرنسا على إغلاق أقدم محطة للطاقة النووية في فيزنايم. وقد احتج الكثير من الناس أيضًا في محطة كاتينوم للطاقة النووية، ثاني أقوى محطة في فرنسا. وفي نوفمبر عام 2011، أعاق آلاف المتظاهرين المناهضين للطاقة النووية قطار يحمل نفايات مشعة من فرنسا إلى ألمانيا. وأدت الاشتباكات العديدة والعوائق إلى جعل تلك الرحلة الأبطأ منذ أن بدأت الشحنات السنوية للنفايات المشعة في عام 1995. وفي نوفمبر عام 2011 أيضًا، فرضت محكمة فرنسية غرامة على شركة الطاقة النووية كهرباء فرنسا (إلكتريستي دو فرانس) بقيمة 1.5 مليون يورو، وسجنت اثنين من كبار الموظفين بتهمة التجسس على منظمة السلام الأخضر، بما في ذلك اختراق أنظمة كمبيوتر السلام الأخضر. لكن محكمة الاستئناف ألغت ذلك الحكم في فبراير عام 2013.
في مارس عام 2014، ألقت الشرطة القبض على 57 من متظاهري السلام الأخضر الذين استخدموا شاحنة لاختراق الحواجز الأمنية ودخول محطة فيزنايم للطاقة النووية في شرق فرنسا. علق النشطاء لافتات مناهضة للطاقة النووية، لكن سلطة السلامة النووية الفرنسية قالت إن أمن المحطة لم يتعرض للخطر. وعد الرئيس أولاند بإغلاق فيزنايم بحلول عام 2016، لكن السلام الأخضر أرادت الإغلاق الفوري للمحطة.